# Хафт пейкар
„Хафт пейкар“ (на персийски: هفت پیکر) или „Бахрамнаме“ (на персийски: بهرام‌نامه – „Книга за Бахрам“) е стихотворен епос на персийски средновековен поет Низами Ганджеви. Поемата е едно от петте произведения, събрани в неговата книга „Хамсе“. Създадена е през 1197 г., посветена е на владетеля на Мараке, разказва за живота на сасанидския шах Бахрам V и свързаните с него легенди. Названието на поемата „Хафт пейкар“ съдържа метафорично послание. Думата пейкар има няколко значения на персийски и на всяко от тях съответства използваният в поемата образ или символ. В различните издания заглавието се превежда като „Седем портрета“, „Седем красавици“ или „Седем купола“.
Поемата се смята за персийски шедьовър на еротичната поезия. Същевременно тя е дълбоко моралистична и има подчертано нравоучително съдържание. Сложна е за превод поради многозначност на персийските думи и множеството включени алюзии, асоциации и метафори.
Поемата се състои от много глави и има две основни части. Едната описва живота на Бахрам, тя служи като рамка, в която е вградена историята за седемте принцеси и техните приказки. Приказката, разказана от славянската принцеса, лежи в основата на две известни европейски произведения – операта на Джакомо Пучини „Турандот“ и предшестващата я едноименна пиеса на Карло Гоци.

## „Хафт пейкар“ в творчеството на Низами
Годината на създаването на „Хафт пейкар“ не е надежно установена, тъй като запазилите се ръкописни копия са от време, значително по-късно от това на Низами. Сборникът „Хамсе“, част от който е поемата, е излязъл след смъртта на поета. Броят на средновековните му екземпляри е относително голям, при което някои стихове на поемата съдържат определени разлики. Различия има и в строфите, в които се споменават датата на завършването на поемата и името на владетеля, по чиято поръчка е създадена и на когото е посветена. Изследователите на творчеството на Низами приемат, че поемата е посветена на владетеля на Мараке, Аладин Агсунгур, а работата над нея е приключила през 1197 г. За владетеля няма много информация, нито е известно защо е поискал Низами да напише поемата. От своя страна, поетът я представя като свой скъп дар със съвети за принца. Главният герой на поемата е Бахрам V, представител на сасанидската династия и управляващ Персия през периода 421 – 438 г. Описван е в легендите като изкусен ловец на онагери, поради което получава прозвището Гур (онагер на персийски).
„Хафт пейкар“ е шедьовър на Низами. Произведението демонстрира неговите знания не само на арабската и персийската литература, но и в такива области, като математика, астрология, алхимия, теология, живопис. Поемата съдържа и множество алюзии с теми и събития, актуални по неговото време. При работата си над нея Низами използва като източници голям брой книги и хроники на различни езици, но посочва само три автора, сред които специално място отделя за Фердоуси и неговата поема „Шахнаме“. „Шахнаме“ съдържа описание на някои събития от живота на Бахрам, но включените в „Хафт пейкар“ епизоди не фигурират в нея. Низами споменава за този факт в увода към поемата си. В една от уводните глави, където дава обяснения, защо се обръща към тази тема, той сравнява своя епос с този на Фердоуси, при което красноречиво описва своя поетичен подход и изтъква достоинствата на стиховете си.
В поемата са използвани древните и средновековните персийски представи за света, тя е натоварена с дълбок мистицизъм и много символика, пронизана е с астрологически алюзии. Голямо присъствие в нея има нумерологията. Поемата е структурирана така, че поредният номер на главата е свързан с основната ѝ мисъл. Многократно използваното число седем (хафт на персийски) носи разнообразни внушения.
Подредбата на страните, от които са принцесите, предлага различни интерпретации. Някои от тях са: йерархично представяне според тяхното политическо значение за Персия; асоциация с пътя на коприната; алюзия с печата на Соломон.
Заглавието на поемата „Хафт пейкар“ сочи към метафоричността на произведението. Думата „пейкар“ има няколко значения в класическата персийска литература: тяло, фигура; небесно тяло, планета, звезда; портрет, картина, образ. В преносен смисъл означава красавица. Всички тези значения се обиграват в поемата и внушават връзката между небесното и земното, между божественото провидение и човешката съдба. Символи и техните съчетания, използвани в поемата, са свързани с ислямските теории за вселената, човека, любовта (включително в нейния суфистски смисъл), за връзката между материалното и духовното. Описаните приключения на главния герой и приказките на принцесите са развлекателно четиво само на повърхностно ниво, по същество поемата отразява философските идеи на Низами.

### Разказ за шах Бахрам. Първа част
На остаряващия и бездетния шах на Персия Яздегерд му се ражда син, когото наричат Бахрам. Името Бахрам означава Марс – планетата, която при персийците се асоциира с червен цвят. Неговият хороскоп предсказва, че ще стане владетел на света и Яздегерд го изпраща да бъде възпитаван при арабския халиф Номан. Там Бахрам се обучава на всички изкуства и умения, полагащи се на един принц. Номан решава да построи за своя възпитаник дворец и за целта привиква прочутия архитект Симнар. Симнар изгражда приказно красив дворец, наречен Хаварнак, но когато става ясно, че може да построи и по-хубав, разгневеният Номан го убива, а след това, разкаял се от своето деяние, напуска царството. Властта преминава при сина му Мензир. Мензир се отнася към Бахрам, с когото заедно са израснали, като към брат. Двамата младежи са добре обучени, притежават разнообразни знания, а Бахрам става и много добър ловец. Заради успехите му в лова на онагери (диви магарета) наричат го Бахрам Гур. („Гур“ има две значения в персийския език – онагер и гроб, и те се използват за игра на думи на няколко места в поемата.)
Първият епизод с описание на успешен лов, разказва как младият принц с една стрела пронизва и убива лъва и хванатия от него онагер. Умението на Бахрам да стреля с лък впечатлява Мензир и неговите поданици. Всички предсказват, че Бахрам ще стане шах на Персия, а Мензир нарежда случаят да бъде изобразен на картина.
Вторият епизод с лов на онагер описва как Бахрам, преследвайки една красива женска, стига до пещера, пред която лежи дракон. Принцът разбира, че животното неслучайно го е водило към това място. Бахрам убива дракона, разсича го целия и извлича от корема му малко магаренце. Благодарната женска онагер кара принца да влезе в пещерата и там той намира приказно съкровище. Намереното богатство споделя с Мензир, който на свой ред поръчва още една картина с портрета на Бахрам.
Един ден, както се разхожда из двореца Хаварнак, Бахрам намира стая, в която открива седем портрета на прекрасни девойки. Принцесите са от седем страни, портретите им са разположени на стената в кръг, а в центъра му е портретът на Бахрам. Той се влюбва в принцесите и разчита предсказанието, че те ще бъдат негови царици. Напускайки стаята, той забранява тя да бъде посещавана, но сам, воден от любовни мечти, идва от време на време да види портретите.
Бахрам, имайки пълното доверие от страна на Мензир, придобива високо положение и влияние в неговото царство Йемен. Същевременно баща му, Яздегерд, научавайки за успехите на своя син, почва да се опасява от него. Самият Яздегерд има в Иран славата на много несправедлив владетел. Когато той умира, неговите поданици от опасение, че синът му ще управлява страната по същия начин, решават да скрият смъртта на бащата от Бахрам и въздигат на трона един праведен човек, макар и не от царско потекло. Бахрам разбира за това, организира поход към Иран и заявява своите права на престол. Но и Бахрам, и иранците не желаят конфликтът да доведе до разрушения и кръвопролитие и търсят начин да разрешат възникналото противоречие: избраният от народа шах управлява страната мъдро и справедливо, но Бахрам е законният наследник на трона. Разменят се писма между новия владетел на страната и Бахрам и в крайна сметка се предлага въпросът да се реши чрез изпитание. Който успее да вземе короната, поместена между два лъва, той става венценосният. Избраният владетел отказва да участва, но условието остава. Бестрашният Бахрам успява да вземе короната, пазена от лъвовете, след което ги убива и сред всеобщо ликуване се качва на трона.
Младият шах въвежда в страната справедливи закони и спира разприте. Отнася се към народа със състрадание и съзнавайки своята отговорност за неговото добруване, успява да го спаси през гладната година. Когато царството му се възражда и укрепва той оставя управлението на своя везир Нарси и се отдава на живот, пълен с развлечения.
В ловните приключения на Бахрам участва и неговата любима робиня, красавицата Фитна. Един ден, тя закачливо предлага той да демонстрира своите умения, като „съшие“ с една стрела ухото и крака на онагера. С хитрост и ловкост Бахрам успява да го направи, но Фитна не го хвали за показаното майсторство и спестява думите на възхищение. Разгневеният шах заповядва на един от своите военоначалници да я отведе и да убие. Фитна обаче успява да убеди този човек, че ще е в негов интерес да я запази жива и скрие в своя дворец. Минават шест години, през които Фитна се упражнява, като изнася на раменете си едно биче до покрива на двореца. Изкачва всеки ден по 60 стъпала, докато бичето порасва и става голям бик. Тогава Фитна предпага на стопанина на двореца да се подготви за посрещане на царя. Скоро след това, по време на лов, Бахрам минава покрай този дворец и бива поканен от собственика. Богатата трапеза се нарежда на покрива на двореца. Там се качва и Фитна с голям бик на раменете. Изуменият шах иска обяснение за видяното. Фитна му напомня за случая с онагер и казва, че нейната способност да изнесе голям бик до покрива е добита по същия начин, както неговото майсторство да стреля с лък. И в двата случая това е резултат на многократно повторение и получения от това навик. Не го е похвалила при онзи случай, за да го предпази от завист и зли помисли, които биха били предизвикани. Бахрам оценява предаността и искрената обич на Фитна, иска от нея прошка и се жени за нея. Военоначалникът, който запази живота на Фитна, получава богата награда и става наместник на град Рей.
Докато Бахрам царува в охолство и веселие китайският хаган напада Иран и успява да завладее няколко града и провинции. Вождовете на регионите предават шаха, той не може да разчита на войските под тяхното командване. Тогава Бахрам напуска царството си и се скрива от хорските очи, а хаган се отдава на многодневно празнуване на победата. По време на своето отсъствие Бахрам събира верни и опитни бойци, след това влиза в битка с хагана и го побеждава.
Отблъснал китайското нашествие и възстановил реда в държавата Бахрам се заема с личния си живот. Изпраща посланици за сватосване на седемте принцеси, дъщерите на царете на седемте пояса на света. Чрез обещания и заплахи успява да получи съгласието на бащите и се залавя с построяването на дворец за принцесите. Със задачата се натоварва ученикът на Симнар на име Шиде, известен като голям художник и познавач на астрология. Със съгласието на царя Шиде построява дворцов комплекс със седем кули, всяка с купол в различен цвят. Цветът им съответства на планетата, която покровителства страната на принцеса. Бахрам трябва да посещава принцесите облечен с дрехи в съответен цвят.

### Приказки на принцесите
Бахрам посещава всяка една от своите жени в различен ден на седмицата и след богата гощавка и любовни ласки тя му разказва приказка.

#### Приказката на индийската принцеса
Бахрам Гур, облечен в черни одежди, посещава в събота индийската принцеса Фурак в черната кула. Тя му разказва следната приказка.
Един цар кани и посреща щедро всеки човек, но срещу това иска да му се разкаже интересна истории. Веднъж на портите на двореца се появява пътник, облечен от глава до пети в черно. След като царят настоява да разбере причината на това необичайно облекло човекът споделя, че отговорът може да се намери само в далечния Китай.
Царят тръгва за там и след дълго търсене намира град с тъжни без видима причина жители, облечени в черно. Те, обаче, също не дават обяснения. Най-накрая царят успява да стане приятел с един месар и да го предума да разкрие тайната. Приятелят завежда царя на безлюдно място извън града и му посочва една кошница, в която той трябва да седне. Когато царят прави това, кошницата се превръща в огромна птица. Птицата се въздига в небето и занася царя до една прекрасна градина. С настъпването на нощта там идва група жени, водени от приказно красивата царица Тюрктаз. Тя приканва царя да се присъдени към тях и той прекарва една нощ, изпитвайки всичките удоволствия на живота.
Такива нощи се повтарят много пъти и макар че царят се радва на любовните ласки на всяка една от красавиците, истинско желание той изпитва само към Тюрктаз. Той много пъти я моли за любовна среща, но царицата, без да отказва, призовава го към търпение, а за „потушаване на огъня на неговата страст“ изпраща други девойки. Това продължава много нощи, желанието на царя все повече се разгаря и той прави опит да завладее царицата със сила. Тогава тя привидно му отстъпва и казва, че ще му даде мечтаното, но първо той трябва да затвори очите си. Обнадежден, царят се съгласява, но, отваряйки очите, намира себе си в онази същата кошница посред безлюдните руини.
Царят е посрещнат от приятеля, който бе го завел при кошнициата. От него разбира, че е бил подложен на това изпитание, за да разбере сам тайната на черното облекло – това е траур по неосъществимия копнеж. Потънал в мъка, царят облича черни одежди и ги носи до края на дните си.

#### Приказка на румската принцеса
Бахрам Гур, облечен в жълти одежди, посещава в неделя румската принцеса Хумай в жълтата кула. Тя му разказва следната приказка.
Владетелят на Ирак, прекрасен и обичан от народа си, разбира от своя хороскоп, че бракът ще му донесе само беди. Затова той се отказва да се жени. Купува наложници, но ги сменя често, защото към нито една не се привързва душевно. Наложниците, подстрекавани от ласкателствата на една придворна старица, стават суетни и високомерни. Те не изпитват към царя никакви чувства, а само преследват своите користни цели.
Един търговец на робини разбира за желанието на царя да намери чиста и предана наложница и му предлага девойка, която не само че е безкрайно красива, но е и с много добър нрав. Царят харесва красавицата и я купува. Тя обслужва харема, занимава се с благоустройството на двореца, изпълнява всички задължения, но не и тези на наложница. Отличава се от другите жени и по това, че не се поддава на интригите на злата старица. С благото си поведение тя се издига над останалите робини.
Царят обиква прекрасната девойка, тя споделя чувствата му, но въпреки това остава недостъпна. Царят, който не разбира причината на нейния отказ, ѝ разказва притча за това, колко е важно двама души да са честни и искрени един спрямо друг. Притчата е за
родителите на едно парализирано дете, което оздравява, когато те си признават своите тайни въжделения – майката споделя, че изпитва любовен копнеж, щом срещне красив младеж; бащата разкрива своята страст към получаване на дарове.
Разбрала поуката на притчата, девойката обяснява своята недостъпност – в нейния род жените умират, когато раждат, и тя предпочита живота пред любовното наслаждение. Царят на свой ред разкрива причината, поради която постоянно сменя своите наложници – те мислят само за себе си, а той иска да бъде обичан.
Старицата, изгонена преди това от царя, разбира за ставащото и му предлага решение. Царят трябва да предизвика ревност у девойката. Той решава да последва този съвет и започва да прекарва много време в развлечения с наложниците си. Девойката, като вижда това, много се натъжава и за да отклони царя от тях се съгласява да му се отдаде. Двамата отново се признават в чувствата си и обясняват своето поведение. Те се отдават на любовта си, но, тъй като са били искрени в своите признания, лошите пророчества губят силата си.

#### Приказка на хорезмийската принцеса
Бахрам Гур, облечен в зелени одежди, посещава в неделя хорезмийската принцеса Назпари в зелената кула. Тя му разказва следната приказка.
Живял в Рум човек на име Бишр, добродетелен, умен, красив и талантлив. Един ден покрай него минава забулена жена. Вятърът отмята за кратко нейното покривало, той вижда лицето ѝ и веднага се влюбва. Девойката с неземна красота, обаче, отминава без дори да погледне към Бишр. Бишр решава да се освободи от възникналата страстна любов и тръгва на поклонение в Йерусалим. На връщане оттам придружава го спътник на име Малиха. Малиха се представя за мъдрец, но Бишр бързо разбира, че това е просто един обикновен самохвалко. В разговори и спорове те вървят из горещата пустиня, докато най-после стигат до едно зелено дърво. Под него намират заровена в земята делва, пълна с вода. Двамата обсъждат, кой ли е пълнил делвата с вода, откъде ли я вземал и за кого е предназначена. Малиха е сигурен, че водата е за животни, а водопоят се използва от ловците като капан. Бишр смята, че водата е предназначена за ожаднелите пътници, тя трябва да се пази чиста и може да се използва само за пиене. Малиха, обаче, сигурен в своята правота, решава да се изкъпе, сваля си дрехите, скача във водата и се удавя. Резервоарът с вода се оказва дълбок кладенец, а не делва. Бишр, който през това време се разхожда наоколо, връща се към водата и разбира за нещастието. Измъква тялото на Малиха, погребва го и събира неговите богати одежди. Сред вещите намира тежка кесия със златни монети и тогава решава да намери близките на починалия и да им предаде нещата на Малиха.
Пристига Бишр в града, където е живял Малиха, намира неговата къща. Отваря му жената на Малиха, лицето ѝ е покрито с було. Бишр ѝ разказва за злощастната случка и предава одеждите и златото на нейния съпруг. Тя без да тъгува много, благодари на Бишр за върнатото злато, оценява неговата честност и благородство и му разказва за безрадостния си живот със злия и лош Малиха. Сега е свободна и може да се ожени за друг мъж. Бишр е толкова достоен човек, че тя вече го е обикнала и е готова да стане негова жена. Казвайки това, тя сваля покривалото от лицето си и Бишр разпознава в нея жената, в която се беше влюбил. От изненада губи съзнание, а когато идва на себе си разказва за своите чувства. Споделя също, как не е искал да се поддава на лошите помисли за притежаване на чужда жена и как, за да се освободи от страстта си, е ходил на поклонение в Йерусалим. След тези думи на Бишр жената още повече го обиква и те се женят.

#### Приказка на славянската принцеса
Бахрам Гур, облечен в червени одежди, посещава във вторник славянската принцеса Насрин-Нуш в червената кула. Разказаната от нея история лежи в основата на приказката за Турандот.
В една от славянските страни живяла принцеса, прекрасна, смела, талантлива, веща в много науки и магии. Баща ѝ искал тя да се омъжи, но тя не можела да намери съпруг с достоинства, равни на нейните. За да спре потока от неподходящи кандидати, тя решава да напусне двореца, избира една скала край морето, нарежда да се построи там голям замък и се уединява в него. Пътят към замъка се охранява от истукани от камък и желязо, които с меч съсичат главата на всеки, дръзнал да наближи тайната обител. До замъка може да се стигне, ако се знае тяхното разположение, но след това има още едно препятствие – входът към него е скрит.
Минава време и принцесата, която е умела художничка, рисува върху копринено платно своя портрет. Под него изписва послание със своите изисквания към желаещите я за жена. Условията са четири и могат да се изпълнят само от този, който гори от любов и има доблестта да преодолее всички препятствия. Условията гласят: да е красив и да има безукорна репутация; да разкрие тайната на истуканите; да намери входа към замъка; в столицата на царството да отговори на гатанките на принцесата. Който не успее да изпълни всичките условия ще бъде обезглавен, а главата му ще бъде окачена пред градските порти.
По нареждането на принцесата портретът с посланието се закачва пред градските порти. Мълвата за него се разнася бързо и надалеч. Венценосни младежи се устремяват към замъка, но загиват от мечовете на истуканите. Край градските порти увисват глава до глава, череп до череп.
Портретът с посланието е случайно видян от един прекрасен принц. Принцът, смел, проницателен и силен, се влюбва в лика на принцесата, но оценява и опасността. При вида на окичените с черепи порти той разбира, че красавицата е жестока, тя е „роза с остри бодли“. Минава време, принцът тъгува, сърцето му е завладяно от принцесата, а опитите му да намери пътя към замъка остават без успех. Тогава той решава да потърси съвет при един мъдрец.
От мъдреца принцът получава знания. С тяхна помощ се подготвя за своя поход. Изтръгнал от сърцето си любовното желание, той иска да отмъсти за загиналите младежи, а живите да освободи от това безумие. Облича кърваво-червени одежди, разбива шатрата си пред скалата, където е замъкът. Мълвата, че се е появил смел отмъстител, се разнася сред народа и всеки се стреми да му помогне да стигне до заветната цел.
Принцът успява да разгадае тайната на истуканите, намира и входа към замъка. Принцесата, възхитена и увлечена от прекрасния и смел младеж, му нарежда да отиде в бащиния ѝ дворец и да я изчака там. В двореца той ще чуе нейните гатанки и ако отговори правилно, тя с радост ще стане негова жена.
Принцът яхва своя кон и тръгва към града. Той смъква от градските порти копринения портрет на принцесата, с гняв сваля отрязаните глави и ги погребва с телата, както се полага на воини. Хората радостно го съпровождат към дома му и се заклеват, че ако царят откаже да даде принцесата за жена, ще разрушат двореца и ще го свалят от престола.
През това време принцесата слиза от планината и се прибира в двореца. Посреща я царят, щастлив да види дъщеря си. Тя му разказва за всичко, което е сторила на нещастните младежи и за истинския герой, който ѝ е върнал сърцето и станал част от нейната душата. Трите условия са изпълнени от него, но предстои четвъртото – да отговори на нейните въпроси.
По нареждане на царя младежът е поканен на пиршество в двореца, а след това е въведен в покоите на принцесата. Тя се скрива зад завеси и от там предава своите безмълвни гатанки.
Принцесата сваля от ушите си две перли и нарежда да ги занесат на младежа. Той ги претегля, измерва, добавя към тях три подобни от своите скъпоценности и връща петте перли на принцесата.
Девойката след като се уверява, че петте перли са с еднакво тегло, разтрива ги в прах, разбърква със захар и отново праща на своя гост. Той изсипва получената смес в чаша мляко и връща на принцесата.
Принцесата изпива млякото, претегля останалата утайка и вижда, че теглото ѝ съвпада с това на петте перли. Тогава тя сваля от ръката си пръстен и го праща на принца. Той приема пръстена, като отговор изпраща една неповторима по красота перла.
Принцесата търси и намира в своята огърлица перла, също толкова сияйна и красива, колкото получената от принца, нанизва ги заедно и праща на принца. Той вижда, че те са неразличими. Търси и не може да намери трета. Тогава добавя към наниза едно синьо мънисто и изпраща обратно.
След този отговор на принца, девойката радостно казва на царя, да подготвя сватбата, скъпият за сърцето ѝ принц се оказал по-умен и от нея.
Щастливият баща обаче иска да разбере гатанките и отговорите им. Принцесата обяснява:
С двете първи перли питам, дали разбира, че животът е кратък колкото два дни. Той връща пет перли, с които отговаря – и пет дни да са, пак така бързо ще отлетят.
Със стритите и разбъркани със захар перли казвам, че животът се омрачава от силни страсти, те не могат да бъдат разделени. Той отговаря, че могат – млякото разтваря захарта, а стритите перлите се утаяват на дъното на чашата.
Изпитото мляко е знак на признаването на превъзходството на принца, а изпратеният пръстен означава съгласие на брак с него.
С изпращането на своята сияйна перла той казва, че перлата няма втора подобна, така и за него не може да се намери жена със същите достойнства. Принцесата му праща втора такава, с което казва – с теб сме двойка.
Той се убеждава, че трета подобна перла не може да намери. Изпратеното от него синьо мънисто е срещу уроки, знак, че ще пази тяхната любов.
След голямото сватбено пиршество принцесата и принцът живеят щастливо, изпълнени с любов. Той носи червени одежди, избрал цвета на нейните ланити.

#### Приказка на арабската принцеса
Бахрам Гур, облечен в одежди с цвета на тюркоаз, посещава в сряда арабската принцеса Азаргун. Тя му разказва следната приказка.
Живял в Египет един младеж на име Махан. Приятелите му се възхищават, но всъщност той е хитър и непочтен. Веднъж е поканен на пир в дома на един велможа и там заедно с другите празнува до късно през нощта. Развеселените гости преминават в градината и разхождайки се там Махан с изненада среща своя съсед, с когото заедно търгуват. Търговецът съобщава, че му е докарал много стока, стоварил я е в кервансарая и го търси, за да я скрият от митничарите. Привлечен от възможността за голяма печалба Махан, воден от търговеца, бързо тръгва към кервансарая. Той върви много дълго и всеки път, когато се забавя, чува отпред подканването на търговеца. Твърде дългият път изглежда странен и Махан започва да се съмнява в ставащото. Настъпва утро, става светло и той вижда, че се намира на непознато място сред планини, а спътникът му е изчезнал. Въпреки голямата умора продължава да върви по пътя, който е пред него, докато отново се стъмва.
Нощта го заварва пред една пещера. Изведнъж чува човешки глас и вижда двама души – мъж и жена, които мъкнат тежки торби. От тях разбира, че се намира на опасно място и ги моли те да го изведат от там. Тръгват тримата заедно и вървят до сутринта, когато отново спътниците му изчезват и той се оказва сам сред мрачните скали. Изтощеният Махан продължава да следва пътя, когато с настъпването на нощта се появява конник с още един кон. След като изслушва историята на младежа, той му обяснява, че онези двама души са гули и предлага на Махан втория си кон, за да се махне от лошото място.
Яхнал коня Махан бързо стига до една равнина, която отначало му се струва прекрасна, но изведнъж забелязва, че цялата е населена с чудовища. Конят му се превръща в дракон, който не пуска младежа до сутринта. Наплашен от това, което му се случва, Махан събира сили и успява до стъмването да се махне от страшната пустиня. Той намира една чудна градина, пълна с дървета обсипани с плодове, лозя с узряло грозде, бостан със сладки пъпеши. Той вкусва от тях и изведнъж се появява един старец, който го обвинява в кражба. Махан разказва за своето злощастие, старецът го изслушва, проявява съчувствие и обяснява, че всичките беди са се случили, защото не е водил праведен живот. След като приключва с нравоученията старецът изразява желание да осинови Махан и да го направи наследник на своята градина и богатия дворец, който притежава. Махан с благодарност приема. Нощта той трябва да прекара в приготвеното за него ложе в клоните на сандалово дърво. Старецът му нарежда в никакъв случай да не слиза от дървото, независимо от изкушенията, които могат да се появят.
Настъпва нощ. Махан, скрит в клоните на дървото, разглежда отгоре градината и вижда, как в нея влизат двадесет девойки, една от друга по-красива. Те нареждат трапеза и знаейки за присъствието на Махан предизвикват го да слезе при тях. Техните думи, песни и танци разгарят в него любовна страст, той е завладян от желание към тяхната кралица. Махан не издържа на изкушението и се присъединява към красавиците. Тази, която желае, не му отказва, но в апотеоза на любовните ласки, той изведнъж вижда в прегръдките си страшно чудовище. То не пуска Махан до съмване и само изгревът на слънцето го освобождава от ужаса. Изчезват също и градината и прекрасният дворец, намиращ се в нея. Махан се оказва в една мрачна пустиня. Тогава той разбира, че всичко е било плод на неговото въображение. В покаяние той се обръща към Бога и дава обет за любов единствено към него. В този миг пред него се появява пророкът Хизр. Той успокоява Махан, оценява станалата в душата му промяна и по вълшебен начин го пренася в дома му в Египет. Там младежът е посрещнат от своите приятели. Той им разказва за своите приключение. В знак на отричане от предишния си живот облича сини дрехи и ги носи до края на дните си.

#### Приказка на китайската принцеса
Бахрам Гур, облечен в одежди с цвета на сандалово дърво, посещава в четвъртък китайската принцесата Ягманаз. Тя му разказва следната приказка.
Историята е за двама младежи, един от които се казва Хейр (Добър), а другият Шер (Зъл). Те напускат бащините си домове и тръгват заедно на път. Вървят няколко дни, като Хейр споделя с приятеля си носената от къщи храна, а Шер пази и крие своята. Стигат до една гореща и безводна пустиня. Шер предварително се е запасил с много вода. Хейр има със себе си малко, защото е разчитал да се намерят кладенци в пустинята. Измъчваният от жажда Хейр забелязва, че Шер тайничко пие от своята вода. Той моли приятеля си да му продаде малко вода срещу два рубина, които притежава. Шер обаче не се съгласява, той смята, че Хейр ще му отнеме рубините, когато стигнат до града, тъй като няма свидетели за тяхната сделка. Вместо рубини Шер иска от Хейр да му даде очите си. След много молби за пощада Хейр се смирява. Шер пронизва с ножа си очите на Хейр, но не му дава вода, а го ограбва и оставя сам в пустинята.
Хейр случайно е намерен от една девойка, дъщеря на богат кюрд. Тя му дава вода, слага лек на очите му и го завежда у дома си. Старият кюрд заедно с дъщерята приготвят отвара от листата на сандалово дърво и с нея връщат зрението на Хейр. Той, благодарен за помощта, остава в номадския им стан дълго време, през което помага на кюрда с гледането на голямото им стадо. Държи се скромно и достойно и става техен близък и доверен човек. Обиква спасилата го девойка, тя му отвръща със същите чувства. Но Хейр е беден и макар старият кюрд е настроен доброжелателно към него, не смее да поиска ръката на дъщеря му. Той решава да напусне номадския стан и да се прибере у дома си. Бащата обаче не иска да се лиши от обичания от всички младеж и сам му предлага да се ожени за девойката. След сватбата всички живеят щастливо, а Хейр става собственик на цялото имущество на богатото семейство.
Идва време номадското семейство да мести стана си. Хейр набира две торби с листата на сандалово дърво, които бяха използвани за лечение на неговите очи, и отива в един град. Падишахът на това царство е имал дъщеря, болна от припадъци. За нейното изцеление той обещава да я даде за жена, но който не успее да излекува девойката, губи живота си. Разбрал за нещастието на падишаха, Хейр решава да се опита да помогне на принцесата. Той използва за нейното лечение листата от сандаловото дърво и принцесата оздравява. По нейното настояване падишахът спазва своето обещание и Хейр се жени за дъщеря му.
В царството е живял един добър везир, обичан от народа. На дъщеря му се случва нещастие – тя се разболява от едра шарка и ослепява. Везирят търси помощта на Хейр, той успява да върне зрението на девойката и тя става неговата трета жена.
Хейр живее в охолство, има свой дворец, посещава и трите си жени. Обстоятелствата се нареждат така, че се среща с Шер. Когато Шер разпознава Хейр, той почва да се оправдава за своята жестока постъпка. Казва, че поведението на човека се определя от името му. Той носи име, което значи зло, а името на Хейр означава добро и той трябва да е милостив и да не наказва своя бивш приятел за извършената злина. На разговора присъства старият кюрд, който знае за случилото се между двамата. Хейр оставя Шер да си тръгне, но кюрда го настига и убива. Намира във вещите му два рубина и ги носи на Хейр. Хейр не ги приема – двата рубина ги дарява на кюрда в знак на благодарност за двете си зрящи очи.
Хейр управлява царството справедливо, продължава да прави добрини на народа, лекува болните. В чест на сандаловото дърво носи дрехи в кафяв цвят.

#### Приказка на иранската принцеса
Бахрам Гур, облечен в бели одежди, посещава в петък иранската принцеса Дурсити. Тя му разказва следната приказка.
Един младеж – хубав, мъдър и благонравен хаджи – притежавал голяма и красива градина. Той често се разхождал в нея, но веднъж намира нейната врата затворена. Не може да влезе в нея, а чува гласове на пеещи девойки. Все пак, правейки с много усилия отвор в оградата, успява да проникне в градината. Там го спират две девойки, които го вземат за крадец. Младежът ги убеждава, че е собственик на градината и тогава в знак на извинение те го завеждат към градинската беседка, от която той може да наблюдава къпането на останалите девойки.
Игрите на красавиците разгарят в него любовна страст, той най-харесва едната от тях. Приятелките ѝ уреждат той да се уедини със своята избраница в дома си. Тя се казва Бахт и, когато вижда младежа, също се влюбва в него. Те се отдават на любовни ласки, но във върховия момент терасата, на която са възлегнали, се сгромолясва с шум и трясък. Двойката бързо се разделя, смутена от греховните си действия.
Девойките уреждат друго място за уединение на изгарящите от желание влюбени. Оставят ги сами в градинската беседка, но отново интимната срещата е нарушена – прекъсва ги една котка, преследваща мишка. Двамата влюбени се разбягват. Девойката, разгорещена от ласките и разочарована от случилото се, оплаква се на приятелките. Те проявяват разбиране и съчувствие, намират в градината смутения младеж и го водят обратно при Бахт.
Този път любовното ложе е в градината, под зелен свод, изплетен от клони. Намеренията на двойката обаче отново претърпяват неуспех. Една мишка прегризва връзката тикви, закачена от градинаря върху дърво. Барабанният шум от тяхното падане плаши Бахт и тя бяга от това място. Отчаяният младежът също се маха и се скрива в градината. Натъжената Бахт разказва на своите приятелки подробностите на незавършената среща. Те тръгват да търсят младежа, намират го мрачен и притеснен, утешават го с добри думи и му довеждат Бахт.
В края на градината младежът намира пещера. Тя е добре прикрита от храстите и срещата на двамата влюбени едва ли може да бъде наблюдавана. Той води там Бахт, приятелките остават да пазят пред входа на пещерата. В пещерата обаче в един момент се разиграва страшна сцена – вълк напада скрилите се там лисици. Изплашените влюбени изтичват навън. Приятелките на Бахт, без да знаят за случилото се, я укоряват, че измъчва младежа с постоянното си бягство от неговите прегръдки. Той обаче се намесва в нейна защита. Вече е разбрал, че причината за несполуките е в нарушаването на правилата – любовни отношения могат да имат само тези, които имат брачна връзка. Младежът се зарича да се ожени за своята любима, спазва своето обещание и вече нищо не ги възпрепятства да задоволят своя копнеж.

### Разказ за шах Бахрам. Втора част
През времето, което Бахрам прекарва със своите жени, страната се управлява от зъл везир на име Раст-Роушан. Със своята алчност и жестокост той води царството към разруха и Бахрам с изненада открива, че хазната е изпразнена, войската разпусната, законите отменени, народът ограбен, а китайският хаган се готви за второ нашествие.
Лошите новини тежат на шаха и той, за да се разведри и почине от налегналите го грижи, тръгва на лов. На връщане за дома среща овчар, който е окачил своето куче на дърво. На въпроса, защо го е направил, овчарят му разказва своята история. Кучето е било пазач на стадото. Овчарят обаче забелязва, че овцете започват да изчезват. Броят им намалява до степен, че той, който е бил богат собственик на голямо стадо, се оказва един обикновен беден овчар. Един ден, както е наблюдавал кучето си, овчарят вижда, как то се сношава с една вълчица, след което я оставя да изяде една тлъста овца. Овчарят оценява това действие на кучето като предателство спрямо себе си и го наказва.
Шах Бахрам взема поука от разказа на овчаря и разбира, че също е пастир на своето царство, което е претърпяло вреда от неговия пазач-везир. Бахрам свиква събрание на велможите, разкрива пред тях престъпленията на везира и го съди. Измежду многото пострадали от действията на везира изслушва свидетелствата на седем души, обезщетява ги и осъжда везира на смърт чрез обесване.
Редът в царството се възстановява, хазната се напълва, а овчарят, чиято притча отвори очите на шаха е щедро възнаграден. Опасността от китайското нашествие също отминава – когато вестта за съдбата на везира стига до хагана, той бърза да изпрати до шаха писмо с извинения.
Като поука от досегашния си живот Бахрам осъзнава тленността на материалните ценности. Той се отрича от седемте си жени, превръща техните замъци в храмове на огъня и се отдава на религиозно служение. Когато навършва 60 години, тръгва на лов, който се оказва последен. Докато неговите придружители гонят газели и онагери, Бахрам търси гур (на персийски е игра на думи – онагер/гроб), не и аху (игра на думи – газела/порок). Пред него изведнъж изскача онагър и той разбира, че ще бъде заведен към своя гроб. Яхнал коня си, Бахрам Гур следва животното до една пещера, влиза в нея и изчезва завинаги.

## Издания и преводи
„Хафт пейкар“ е част от сборника „Хамсе“, който включва пет поеми на Низами. Едно от най-ранните и пълните издания на „Хафт пейкар“ е на Хелмут Ритер (Helmut Ritter) и Ян Рипка от 1934. Публикацията представя класически персийски текст и е осъществена на базата на критичен анализ на 15 запазени ръкописа на „Хамсе“, предоставил възможност да се прецени автентичността на стиховете на поемата. Съвременните ирански издания са от 1936 и 1994 г. В Азербайджан поемата се издава през 1987 г. в редакция, базирана върху 14 ръкописа.
Поемата е преведена на няколко европейски езици. Първият пълен превод на английски е направен от Чарлз Едуард Уилсън (Charles Edward Wilson) през 1924 г., който създава версията с бели стихове и големи откъси на латински език. Изданието е съпроводено с подробен увод и обяснителни бележки. През 1967 г. Алесандро Баусани (Alessandro Bausani) превежда на италиански като проза. През 1995 г. излиза ново пълно издание на английски, преведено от Джули Скот Мейсами (Julie Scott Meisami) и съпроводено с увод, касаещ историческите и философските основи на поемата. Преводът на това издание е частично римуван. Баусани и Мейсани използват за изходен текст изданието на Ритер/Рипка. Преводите на руски в стихове са на Рюрик Ивнев (1947) и на Владимир Державин (1959 г.), в проза – на Рустам Алиев (1983 г.). Съществуват и частични преводи, преди всичко на приказките на принцесите.